# Духобори
Духобо́ри, духобо́рці — секта православного походження, послідовники якої називають себе «борцями за Дух та Істину».

## Віровчення
Духобори не визнають Біблію як Святе Письмо, протиставляючи їй «Животну книгу» («Книгу життя») — збірник складених ними псалмів й оповідань про власну історію, що записуються й передаються з покоління в покоління.
У віровченні духоборів Бог — це духовне начало. Духобори вважають православ'я спотвореною вірою, вони розірвали з ним, відмовилися від церковних храмів («людина — храм Божий»), заперечували духовенство, чернецтво, таїнства, обряди. Намагалися наслідувати принципи та побут ранньохристиянських громад. Різко виступали проти держави та РПЦ.

## Історія
Від 2-ї половини 18 сторіччя громади духоборів постійно зазнавали депортацій, їх направляли на важкі примусові роботи, засилали на каторгу. За указом імператора Олександра I всі духобори Російської імперії були переселені. 
Духобори разом зі старовірами, молоканами, штундистами, до 1882 року заснували у Амурській області близько 60 поселень.
У 1898—1899, за сприяння Льва Толстого, тисячі духоборів емігрували на захід Канади (Британська Колумбія), де створили свої поселення, що існують й досі.
У Мелітопольському повіті віровчення духоборів спочатку поширювалося головним чином серед російського населення, але з часом до їхніх релігійних громад почали залучатися й українці. Духобори з великою повагою ставилися до Григорія Сковороди.
Сталінські репресії 1930-х років в СРСР не обминули й духоборські громади.
В наш час духобори мешкають в Канаді, США, Росії та в країнах Центральної Азії.